# Silurana epitropicalis
Silurana epitropicalis é uma espécie de anfíbio da família Pipidae.
Pode ser encontrada nos seguintes países: Angola, Camarões, República Centro-Africana, República do Congo, República Democrática do Congo, Guiné Equatorial, Gabão e possivelmente em Sudão.
Os seus habitats naturais são: florestas subtropicais ou tropicais húmidas de baixa altitude, marismas de água doce, marismas intermitentes de água doce, florestas secundárias altamente degradadas e lagoas.
Está ameaçada por perda de habitat.